# Demografie Ugandas

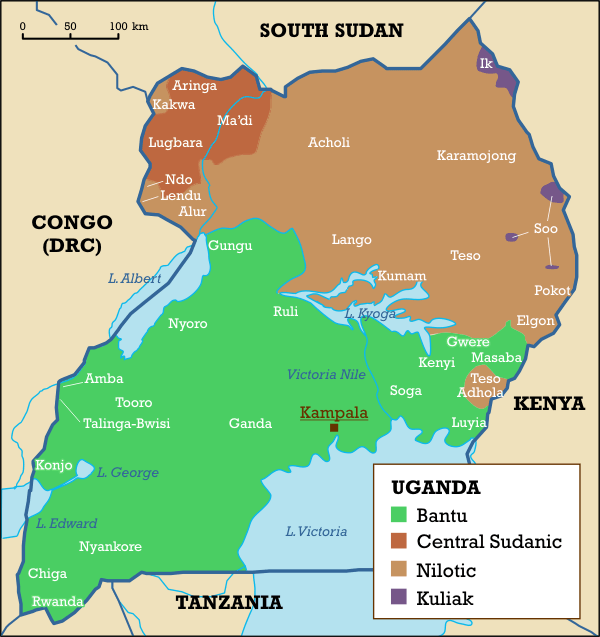
Ethnische Gliederung Ugandas

Bantu, Niloten und zentralsudanische Völker machen einen Großteil des Volks von Uganda aus.
Die Bantu stellen zahlenmäßig die meisten Einwohner. Zu ihnen gehören die Baganda mit rund 18 % Bevölkerungsanteil, die Basoga im südöstlichen Gebiet (11 %), die Banyankole (8 %) und Bakiga (8 %) im Südwesten, die Banyoro im zentralen Westen (3 %), die Batoro (3 %) und Bagisu im Osten, die Bahima (2 %), die Banyarwanda, die 6 % stellen, und viele andere kleinere ethnische Gruppierungen.
Im Norden ist die nilotische Sprachgruppe mit den Lango (6 %) und Acholi (4 %) vorherrschend. Im Nordwesten leben die Lugbara (4 %), im Nordosten die Karamojong (2 %).
Europäer, Asiaten und Araber machen nur rund 1 % des einheimischen Volks aus.

## Bevölkerungsgliederung

### Bevölkerungswachstum

Bevölkerungsentwicklung in Millionen Einwohnern

Alterspyramide in Millionen Einwohnern

Mehr als die Hälfte der Bevölkerung Ugandas ist unter 15 Jahre alt. Damit hat Uganda die durchschnittlich jüngste Bevölkerung der Welt. Bis 2050 wird ein Ansteigen der Bevölkerung auf etwa 128 Millionen Menschen prognostiziert.
Die Bevölkerungsdichte ist vor allem in den südlichen Regionen sehr hoch.

### Einwanderung
Des Weiteren leben rund 3000 Araber verschiedener Nationen sowie etwa 100 Menschen aus westlichen Staaten, vor allem Missionare und Kaufleute, in Uganda.

## Statistiken
Einwohnerzahl (Stand: 2006)
28.195.754

Bemerkung:
Die weitverbreitete Krankheit AIDS senkt die Lebenserwartung und erhöht Säuglingssterblichkeit und Sterberate.
Altersaufbau:
0–14 Jahre: 50 % (männlich: 7.091.763; weiblich: 6.996.385)
15–64 Jahre: 47,8 % (männlich: 6.672.071; weiblich: 6.727.230)
65 Jahre und älter: 2,2 % (männlich: 266.931; weiblich: 351.374)
Bevölkerungswachstum: 3,37 %
Geburtenrate: 47,35 Geburten/1000 Einwohner
Sterberate: 12,24 Todesfälle/1000 Einwohner
Migrationssaldo: –1,4 Migranten/1000 Einwohner
Geschlechterverhältnis:
bei der Geburt: 1,03 Männer/Frau
unter 15 Jahren: 1,01 Männer/Frau
15–64 Jahre: 1,01 Männer/Frau
65 Jahre und älter: 0,76 Männer/Frau
Gesamt: 1 Mann/Frau (2006 estimate)
Kindersterblichkeit: 66,15 Todesfälle/1000 Lebendgeburten
Lebenserwartung bei der Geburt:
Gesamtbevölkerung: 52,67 Jahre
Männer: 51,68 Jahre
Frauen: 53,69 Jahre
Fruchtbarkeit: 6,71 Kinder/Frau
HIV/AIDS:
Neuinfektionen bei Erwachsenen: 4,1 % (2003)
HIV-positive Menschen: ca. 5,4 % (2007)
Todesfälle aufgrund von AIDS: 78.000 (2003)
Ethnische Gruppen:
Baganda 17 %, Ankole 8 %, Basoga 8 %, Iteso 8 %, Bakiga 7 %, Langi 6 %, Banyarwanda 6 %, Bagisu 5 %, Acholi 4 %, Lugbara 4 %, Batoro 3 %, Banyoro 3 %, Alur 2 %, Bagwere 2 %, Bakonjo 2 %, Jopadhola 2 %, Karamojong 2 %, Barundi 2 %, Nicht-Afrikaner (Europäer, Asiaten, Araber) 1 %, andere 8 %
Religionen: (2002)
Christentum 85,1 % (Römisch-Katholisch 41,9 %, Church of Uganda 31,9 %, andere Protestanten 10,3 %, andere Christen 1 %), Islam 12,1 %, traditionelle Religionen 1 %, andere 0,7 %
Sprachen:
Englisch (Amtssprache, verwendet in Schulen, Zeitungen und manchen Radiosendern), Luganda, Bantusprachen, Swahili, Arabisch
Alphabetisierung:
Definition: Bürger ab 15, die lesen und schreiben können
Gesamtbevölkerung: 69,9 %
Männer: 79,5 %
Frauen: 0,4 % (2003)